# Exercice isocinétique
Un exercice isocinétique (de iso-, du grec ίσος qui signifie égal et cinétique, qui fait référence à la vitesse) est un mouvement, aidé ou non par une machine, qui se fait à vitesse constante, pour permettre à la force développée par le muscle de rester constante tout au long du mouvement.
Le mouvement naturel automatique s'articule en trois phases : accélération, vitesse asymptotique et ralentissement. La phase de ralentissement est destinée à protéger les éléments qui limitent le mouvement (butée osseuse, ligaments, capsule...)
Avec de l'habitude un mouvement naturel volontaire (plier les genoux en position érigée par exemple) peut se dérouler à vitesse constante. Mais en fonction des bras de leviers articulaires, la force à développer variera toujours.
L'exercice isocinétique avec une machine, reliée ou non à un ordinateur, permet de développer une force constante tout au long du mouvement avec une force maximale du muscle ou d'un groupe de muscles à chaque instant du mouvement, le déplacement étant lui constant en vitesse et en direction quelle que soit la force exprimée par le sujet dans l'effort.
L'utilisation d'un ordinateur permet de mesurer la force et la vitesse musculaire dans les cas de déficits musculaires.
L'exercice isocinétique est utilisé dans les pratiques sportives pour obtenir un gain de force musculaire, mais aussi dans la rééducation des grosses articulations, tant des membres supérieurs que des membres inférieurs.
Dans le cas d'une lésion musculaire, lorsque le sujet exprime son effort contre une machine, dans la course du mouvement, sa force va diminuer dans la zone de lésion.
En positionnant un capteur de force, il est facile de repérer la zone angulaire dans laquelle se trouve la chute de force exprimée par le sujet, et ainsi d'obtenir une "cartographie" angulaire de la lésion.
Il semblerait, d'après des études récentes, que les exercices isocinétiques à grande vitesse angulaire (entre 90°.s-1 et 180°.s-1 ) soient plus efficaces dans certains cas qu'à plus faible vitesse (généralement entre 20°.s-1 et 90°.s-1).
Une observation indépendante faite par deux professeurs de musculations disposant d'un appareil spécial, a mis en évidence sur différents sujets que la musculation isocinétique, même à haute intensité, ne provoquait pas de courbatures sur des sujets sportifs.
L'entrainement isocinétique semble donner de très bons résultats sur les femmes, les enfants et les personnes âgées.
La sensation dans l'entrainement est bonne et intense. La tonicité musculaire après entrainement reste d'une grande qualité.
Ceci s'accompagne d'une récupération rapide.
En revanche un entrainement poussé de ce type sur des culturistes ne donne aucune augmentation de volume musculaire.
La congestion dans l'exercice est bonne. La tonicité après entrainement est accru mais le volume stagne.
La difficulté de ce type d'entrainement réside dans l'impossibilité de le faire sans une machine appropriée.
Les machines les plus connues pour pratiquer ces exercices sont du type hydraulique dans la majeure partie des cas.
La société Américaine Cybex est pionnière dans le domaine. Leur première machine remonte au début des années 1980 mais la société Nautilus reste la première à avoir proposé une machine dès les années 1970, la Pullover machine.
Quelques inventeurs français se sont risqués à développer des produits purement électriques. Pour exemple, la société Merobel a développé un concept appelé MyoForme.